# Aná bechoach
Aná bechoach (em hebraico:  אנא בכח) é um poema místico, no qual há seis palavras por linha e um total de sete linhas. A última frase não se conta, pois é uma exclamação de louvor ao Deus.
A Cabalá, por sua vez, explica que primeira frase do poema está relacionada à quarta Sefirá, Chessed.

## Transliteração e tradução

### Transliteração
| Hebraico                            | Transliterado                                           |
| ----------------------------------- | ------------------------------------------------------- |
| אָנָּא בְּכֹחַ גְּדֻלַּת יְמִינְךָ תַּתִּיר צְרוּרָה       | Aná bechoach g'dulat iemincha tatir tzerurah.           |
| קַבֵּל רִנַּת עַמְּךָ שַׂגְּבֵנוּ טַהֲרֵנוּ נוֹרָא        | Cabel rinat amecháa saguevenu taharenu norá.            |
| נָא גִבּוֹר דּוֹרְשֵׁי יִחוּדְךָ כְּבָבַת שָׁמְרֵם       | Na guibor dorshê Yichudecha k'vavat shomrem.            |
| בָּרְכֵם טַהֲרֵם רַחֲמֵם צִדְקָתְךָ תָּמִיד גָּמְלֵם      | Barachem taharem Rachamei tzidktech tamid gomlem.       |
| חֲסִין קָדוֹשׁ בְּרוֹב טוּבְךָ נַהֵל עֲדָתֶךָ        | Chasin Kadosh, b'rov tuvcha nahel adatecha.             |
| יָחִיד גֵּאֶה לְעַמְּךָ פְּנֵה זוֹכְרֵי קְדֻשָּׁתֶךָ       | Yachid gueê, l'am'acha p'neh, zochrei K'dushatecha.     |
| שַׁוְעָתֵנוּ קַבֵּל וּשְׁמַע צַעֲקָתֵנוּ יוֹדֵעַ תַּעֲלוּמוֹת | Shavatenu cabel, ush'máa tza'akatenu, yodeha ta'alumot. |
| בָּרוּךְ שֵׁם כְּבוֹד מַלְכוּתוֹ לְעוֹלָם וָעֶד       | Baruch shem kevôd malchuto leolam vaed.                 |

### Português
Livra-nos, rogo, dos vínculos de paixão pela força de Tua destra. Aceita o clamor de Teu povo, ó Deus temido, exalta-nos e purifica-nos. Ó mui poderoso Deus, conserva como a pupila dos olhos aqueles que defendem a Tua Unidade. Abençoa-nos, purifica-nos, outorga-nos com a Tua justiça bondosa, contínuo galardão. Tu que és o mais Alto e Santo, guia Teu povo congregado, com abundância de generosidade. Tu que és a exaltada Unidade, volta-Te para Teu povo que sempre recorda Tua santidade. Aceita nossas preces e ouve nossos clamores, ó Tu que sabes do encoberto.
Bento é o nome d'Aquele cujo reino glorioso é eterno.